# Inre Mjöträsket
Inre Mjöträsket är en sjö i Kalix kommun i Norrbotten och ingår i Keräsjoki-Sangisälvens kustområde. Sjön har en area på 0,0933 kvadratkilometer och ligger 15 meter över havet. Inre Mjöträsket ligger i Käll- och Mjöträsken Natura 2000-område.

## Delavrinningsområde
Inre Mjöträsket ingår i det delavrinningsområde (732696-185485) som SMHI kallar för Utloppet av Inre Mjöträsket. Medelhöjden är 24 meter över havet och ytan är 0,65 kvadratkilometer. Räknas de 2 avrinningsområdena uppströms in blir den ackumulerade arean 1,89 kvadratkilometer. Vattendraget som avvattnar avrinningsområdet har biflödesordning 3, vilket innebär att vattnet flödar genom totalt 3 vattendrag innan det når havet efter 7,6 kilometer. Avrinningsområdet består mestadels av skog (82 procent). Avrinningsområdet har 0,09 kvadratkilometer vattenytor vilket ger det en sjöprocent på 14,2 procent.